# Englische Frauen-Cricket-Nationalmannschaft in Neuseeland in der Saison 1957/58
Die Tour der englischen Frauen-Cricket-Nationalmannschaft nach Neuseeland in der Saison 1957/58 fand vom 29. November bis zum 29. Dezember 1957 statt. Die internationale Cricket-Tour war Bestandteil der Internationalen Cricket-Saison 1957/58 und umfasste zwei WTests. Die Serie endete 0–0 unentschieden.

## Vorgeschichte
Das letzte Aufeinandertreffen der beiden Mannschaften war in der Saison 1954 in England.

## Stadien
Die folgenden Stadien wurden für die Tour ausgewählt.
| Stadion        | Stadt        | Kapazität | Spiele   |
| -------------- | ------------ | --------- | -------- |
| Eden Park      | Auckland     |           | 2. WTest |
| Lancaster Park | Christchurch |           | 1. WTest |

## Kaderlisten
Die folgenden Kader kamen bei der Tour zum Einsatz.
| WTest | WTest |
| England | Neuseeland |
| --- | --- |
| - Mary Duggan (K) - Edna Barker - Betty Birch - Audrey Disbury - Shirley Driscoll - Joan Hawes - Helene Hegarty - Dorothy Macfarlane - Polly Marshall - Cecilia Robinson - Hazel Sanders - Helen Sharpe (wk) - Ruth Westbrook (wk) - Wilkie Wilkinson | - Rona McKenzie (K) - Phyl Blackler - Jean Coulston - Verna Coutts - Joyce Currie - Evon Dickson - Brenda Duncan - Eris Paton - Joyce Powell (wk) - Caroline Sinton - Gwen Sutherland - Betty Thorner - Mary Webb |

## Tests

### Erster WTest in Leeds
| 29. November – 2. Dezember Scorecard | Christchurch (LP) | Neuseeland 223 (137.2) & 177 (115) | – | England 255 (106) & 48-4 (36) |
|                                      |                   | Remis                              |   |                               |

Neuseeland gewann den Münzwurf und entschied sich als Schlagmannschaft zu beginnen. Für sie bildete Eröffnungs-Batterin Joyce Powell zusammen mit der dritten Schlagfrau Mary Webb eine Partnerschaft. Powell schied nach 34 Runs aus und wurde durch Verna Coutts ersetzt. Nachdem Webb ihr Wicket nach 42 Runs verloren hatte, kam Kapitänin Rona McKenzie ins Spiel. Coutts erreichte 10 Runs und nach ihr an der Seite von McKenzie erzielten Gwen Sutherland 13 und Phyl Blackler 24 Runs. McKenzie schied dann nach einem Fifty über 60 Runs aus und von den verbliebenen Batterinnen konnte sich keine Spielerin mehr etablieren. Beste englische Bowlerin war Mary Duggan mit 6 Wickets für 55 Runs. Für England etablierten sich Cecilia Robinson und Wilkie Wilkinson, bevor der Tag beim Stand von 11/0 endete. Am zweiten Tag schied Wilkinson nach 16 und die hineinkommende Betty Birch nach 25 Runs aus. Zusammen mit Mary Duggan bildete sie dann eine Partnerschaft, bevor sie selbst nach einem Fifty über 65 Runs ihr Wicket verlor. An der Seite von Duggan erreichte dann Hazel Sanders 16 Runs. Duggan schied nach einem Century über 108 Runs aus und kurz darauf deklarierte England das Innings nachdem sie einen Vorsprung von 32 Runs erreicht hatten. Beste neuseeländische Bowlerin war Jean Coulston mit 4 Wickets für 73 Runs. Für Neuseeland etablierten sich dann die Eröffnungs-Batterinnen Joyce Powell und Evon Dickson, bevor der Tag beim Stand von 27/0 endete. Nach einem Ruhetag schied Powell nach 26 Runs aus und an der Seite von Dickson erreichte Rona McKenzie 10 Runs. Nachdem Dickson nach einem Fifty über 65 Runs ihr Wicket verlor bildeten Phyl Blackler und Betty Thorner eine Partnerschaft. Blackler schied dann nach 23 Runs aus, während Thorner das Innings ungeschlagen mit 15* runs beendete, als Neuseeland das Innings mit einer Vorgabe von 146 Runs beendete. Beste englische Bowlerin war Dorothy Macfarlane mit 2 Wickets für 35 Runs. Für England erreichte Wilkie Wilkinson 11 Runs, jedoch konnte keine der folgenden Batterinnen einen zweistellige Run-Zahl erreichen. Nach 36 Overn endete das Spiel in einem Remis. Beste neuseeländische Bowlerin war Joyce Currie mit 3 Wickets für 36 Runs.

### Zweiter WTest in Auckland
| 27. – 29. Dezember Scorecard | Auckland | England 186 (86.1) & 171-7d (79) | – | Neuseeland 130 (71.1) & 203-9 (79) |
|                              |          | Remis                            |   |                                    |

England gewann den Münzwurf und entschied sich als Schlagmannschaft zu beginnen. Für sie bildeten Eröffnungs-Batterin Cecilia Robinson und die dritte Schlagfrau Wilkie Wilkinson eine Partnerschaft. Robinson schied nach 40 Runs aus und an der Seite von Wilkinson erreichte Mary Duggan 10 Runs, bevor sie mit Helen Sharpe eine weitere Partnerschaft formte. Wilkinson verlor nach einem Fifty über 90 Runs ihr Wicket, bevor der Tag beim Stand von 166/8 endete. Am zweiten Tag endete das Innings, nachdem Sharpe 17* Runs erreicht hatte. Die besten neuseeländischen Bowlerinnen waren Phyl Blackler mit 4 Wickets für 46 Runs und Jean Coulston (3/30) und Mary Webb (3/34) mit jeweils drei Wickets. Neuseeland verlor zu Beginn ihres Innings früh vier Wickets, bevor Eris Paton zusammen mit Rona McKenzie eine Partnerschaft formte. McKenzie schied nach 14 Runs aus und an der Seite von Paton erreichte Caroline Sinton 10 Runs, bevor das Innings mit einem Rückstand von 56 Runs endete. Paton hatte bis zum Ende des Innings ein Fifty über 77* Runs erreicht. beste englische Bowlerin war Joan Hawes mit 4 Wickets für 36 Runs. In ihrem zweiten Innings bildeten Cecilia Robinson und Wilkie Wilkinson eine Partnerschaft. Robinson schied nach 18 Runs aus und Wilkinson kurz darauf nach 26 Runs. Der Tag endete daraufhin beim Stand von 44/3. Am dritten Tag bildeten Mary Duggan und Shirley Driscoll eine Partnerschaft. Duggan schied nach einem Fifty über 85 Runs aus, während Driscoll bis zum Ende des Innings 32* Runs erreichte und eine Vorgabe von 228 Runs ermöglichte. Beste neuseeländische Bowlerin war Mary Webb mit 3 Wickets für 32 Runs. Neuseeland begann mit Joyce Powell und Evon Dickson. Powell erreichte dabei 13 und Dickson 39 Runs. Daraufhin bildeten Verna Coutts und Eris Paton eine Partnerschaft. Coutts schied nach 31 Runs aus und wurde durch Rona McKenzie ersetzt. Paton erzielte dann 43 Runs und McKenzie 30 Runs. Daraufhin kam Mary Webb ins Spiel und konnte bis zu ihrem Ausscheiden 24 Runs erreichen. Jedoch gelang es den Engländerinnen nicht bis zum Ende des Tages das verbliebene Wicket zu erzielen und so endete das Spiel im Remis. Beste englische Bowlerin war Mary Duggan mit 5 Wickets für 47 Runs.

## Statistiken
Die folgenden Cricketstatistiken wurden bei dieser Tour erzielt.
| Tests              | Tests      | Tests   | Tests   | Tests   | Tests   | Tests   | Tests   | Tests   |
| Batting            | Batting    | Batting | Batting | Batting | Batting | Batting | Batting | Batting |
| Spieler            | Mannschaft | Spiele  | Innings | Runs    | Average | HS      | 100s    | 50s     |
| ------------------ | ---------- | ------- | ------- | ------- | ------- | ------- | ------- | ------- |
| Mary Duggan        | England    | 2       | 4       | 210     | 52,50   | 108     | 1       | 1       |
| Wilkie Wilkinson   | England    | 2       | 4       | 143     | 35,75   | 90      | 0       | 1       |
| Cecilia Robinson   | England    | 2       | 4       | 131     | 43,66   | 65      | 0       | 1       |
| Eris Paton         | Neuseeland | 1       | 2       | 120     | 120,00  | 77*     | 0       | 1       |
| Evon Dickson       | Neuseeland | 2       | 4       | 114     | 28,50   | 65      | 0       | 1       |
| Bowling            |            |         |         |         |         |         |         |         |
| Spieler            | Mannschaft | Spiele  | Overs   | Wickets | Average | BBI     | 5W      | 10W     |
| Mary Duggan        | England    | 2       | 106.0   | 14      | 11,35   | 6/55    | 2       | 0       |
| Jean Coulston      | Neuseeland | 2       | 98.0    | 10      | 17,20   | 4/73    | 0       | 0       |
| Mary Webb          | Neuseeland | 2       | 31.0    | 6       | 11,00   | 3/32    | 0       | 0       |
| Dorothy Macfarlane | England    | 2       | 88.2    | 6       | 23,16   | 2/35    | 0       | 0       |
| Joan Hawes         | England    | 1       | 38.1    | 4       | 19,75   | 4/36    | 0       | 0       |
| Phyl Blackler      | Neuseeland | 2       | 33.1    | 4       | 23,50   | 4/46    | 0       | 0       |